# Giovanni da Casale (condottiero)
Giovanni da Casale (fl. XV-XVI secolo) fu condottiero e favorito del duca di Milano Ludovico il Moro, famoso per essere stato amante della contessa di Forlì Caterina Sforza.

## Biografia
Giovane di grande bellezza, ignote sono il luogo e la data di nascita, così come la famiglia d'origine. È comunque plausibile che non fosse nobile, anzi di molto umili natali. Lo storico Francesco Guicciardini lo definisce "uomo di vilissima nazione, ma pervenuto a qualche grado onorato perché nel fiore dell'età era stato grato a Ludovico Sforza, e poi famoso per l'amore noto di quella Madonna [Caterina Sforza]". Così pure François de Beaucaire: "Costui nato da oscuro luogo, e omiciattolo d'infime forze, poiché da adolescente per la superiorità della bellezza fu in delizie con Ludovico Sforza, aveva conseguito un onorato grado militare".
La prima menzione nota risale al 1491, in quanto è annoverato fra i partecipanti alla grande giostra indetta in occasione delle nozze tra Ludovico Sforza (il Moro) e Beatrice d'Este a Milano. Nel 1496 il cronista Marin Sanudo lo elenca nel novero dei cortigiani che accompagnarono i medesimi duchi all'incontro con l'imperatore Massimiliano I. Il cronista specifica che Giovanni era stato il favorito del duca, ma che in quel tempo era già decaduto.
Nel 1498 il Moro lo inviò in missione a Forlì presso la contessa Caterina Sforza, insieme al famoso condottiero Fracasso Sanseverino, col compito palese di migliorare i difficilissimi rapporti tra Fracasso e la contessa e di impedire che quest'ultima passasse all'alleanza veneziana. Sul finire dell'anno Fracasso rimandò Giovanni a Milano, e il giovane si spostò nel Casentino, ma nel maggio 1499 Caterina pregò esplicitamente lo zio di rimandarglielo indietro segretamente, poiché era, a suo dire, "fidelissimo et verso me amorevolissimo". Egli tornò così a Forlì.
Caterina ben presto se ne invaghì e ne fece il proprio amante: a lui diede piena libertà di manovra nelle vicende politiche forlivesi, inoltre le voci di una loro relazione sono presenti nella stragrande maggioranza delle fonti coeve. Ella lo nominò governatore della rocca d'Imola e poi gli affidò la difesa della rocca di Forlì durante l'assedio di Cesare Borgia. La presenza di Giovanni tolse dalla mente della contessa il condottiero e precedente favorito Achille Tiberti, il quale passò infatti a servire il nemico.
La causa della perdita della fortezza venne comunemente attribuita a Giovanni da Casale, o per imperizia o per mancanza di volontà nel difendere la rocca: pare infatti che, dopo l'apertura di una breccia nelle mura, resosi conto dell'inutilità di una qualsiasi resistenza, Giovanni avesse dato il segnale della resa senza chiedere il parere di Caterina. A riprova dell'amore che la donna gli portava, vi è il fatto che ella fu l'unica a non rimproverargli la perdita della rocca di Forlì e che anzi durante l'assedio, come afferma Lucido Cataneo, "la Contessa... deprecava solum per la salute de Joanne più che de la sua".
Dopo la cattura di Caterina, Giovanni tornò al servizio del Moro, quindi - dopo la rovina di quest'ultimo - del re di Francia.
Sposò Cassandra Cornazzani, della quale si invaghì tra l'altro il provveditore veneziano di Pizzighettone Fantino Valaresso, al punto da mettersi a perseguitarlo.